# Heer Oudelands Ambacht
Heer Oudelands Ambacht est une ancienne commune néerlandaise de la Hollande-Méridionale.

## Histoire
Ancienne seigneurie du Zwijndrechtse Waard, créée après le raz-de-marée en 1322 à l'instigation du comte Guillaume III de Hollande, Heer Oudelands Ambacht est érigée en commune à la fin du XVIIIe siècle. La commune est rattachée à la commune de Rijsoort de 1812 à 1817.
En 1840, la commune comptait 12 maisons et 84 habitants.
Le 19 août 1857, la commune de Heer Oudelands Ambacht est supprimée et rattachée à Groote Lindt.